# كأس هولندا السياحية 2011
كأس هولندا السياحية 2011 هو سباق دراجات نارية أقيم بتاريخ 25 يونيو 2011 في حلبة أسن تي تي. كان الجولة السابعة من أصل 17 في سباق الجائزة الكبرى للدراجات النارية موسم 2011. فاز بن سبايس بفئة الموتو جي بي بينما جاء كيسي ستونر في المركز الثاني وحصل على المركز الثالث أندريا دوفيزيوسو. فاز بفئة الموتو 2 الإسباني مارك ماركيث.

## وصلات خارجية
- الموقع الرسمي